# سنگتو
سنگتو، روستایی است از توابع بخش مرکزی شهرستان نوشهر در استان مازندران ایران.

## جمعیت
این روستا در دهستان خیرودکنار قرار دارد و براساس سرشماری مرکز آمار ایران در سال ۱۳۸۵، جمعیت آن ۲۶۸ نفر (۶۹خانوار) بوده‌است. مردم سنگتو از قومیت طبری هستند. مردم سنگتو به زبان طبری و گویش کجوری سخن می‌گویند.